# Фејер (жупанија)
Фејер (жупанија), (мађ. Fejér megye) је једна од прекодунавских жупанија Мађарске, налази се у источном делу централне прекодунавске регије.
Жупанија лежи на обалама реке Дунав и скоро додирује источне делове језера Балатон. Своје границе дели са мађарским жупанијама Веспрем, Комаром-Естергом, Пешта, Бач-Кишкун, Толна и Шомођ. Површина жупаније је 4.358,76 km². Седиште жупаније је град Секешфехервар.

## Географија
Географски жупанија Фејер је разнолика. Јужни део жупаније чини равница Алфелда (Mezőföld) док остали делови представљају брда Бакоњ, Вертеш и Гереча. Једно од омиљених излетишта језеро Веленце се такође налази у овој жупанији.

## Историја

### Пре мађарски период
Још пре доласка Мађара, ови простори су већ били насељени. Овде се налазила римска провинција Панонија са седиштем Горсијум (Gorsium) и неколико градова у близини данас постојећих, Анаматија (Annamatia), поред данашњег града Барач и Интерциса (Intercisa), на месту данашњег Дунаујвароша.
Током раног средњег века Авари и Хуни су живели у овим крајевима и још нешто од осталих номадских племена све до касног 9. века када су дошли Мађари у ове крајеве.

### Од доласка Мађара до турских освајања
Мађари су се досељавали у ове крајеве у два таласа, 895. и 900. године. Ови крајеви су због благе климе и питомине били седишта тадашњих мађарских принчева и племенских вођа. Град Фехервар (Fehérvár), данашњи Секешфехервар, је постао град од значаја од доласка на власт принца Гезе. Седиштем државне власти овај град је постао за време владавине Гезиног сина Светог Стефана када је и формирана нова мађарска хришћанска држава. Наредни мађарски краљеви су све до 16. века били крунисани и сахрањивани у овом граду.

### Фејер под турском влашћу
Жупанија Фејер је била под турском влашћу у периоду од 1543. до 1688. године. Велики број насеља је уништен и напуштен и број становника жупаније је драматично опао. После одласка турака, локална администрација се реорганизовала 1692. године. Секешфехервар је повратио статус града тек 1703. године.

### Котари у жупанији Фејер
У Фејер жупанији постоји 10 котара.
Котари у Фејер жупанији са основним статистичким подацима:
| Име котара        | Седиште       | Површина (km²) | Број становника (1. јануар 2007) | Број насеља |
| ----------------- | ------------- | -------------- | -------------------------------- | ----------- |
| Абајски           | Аба           | 467,16         | 24.095                           | 9           |
| Адоњски           | Адоњ          | 319,96         | 24.678                           | 8           |
| Бичкешки          | Бичке         | 642,71         | 38.984                           | 17          |
| Дунаујварошки     | Дунаујварош   | 371,73         | 73.781                           | 9           |
| Ењиншки           | Ењинг         | 433,11         | 21.442                           | 9           |
| Ерчински          | Ерчи          | 212,67         | 23.283                           | 6           |
| Гардоњски         | Гардоњ        | 265,17         | 25.321                           | 9           |
| Моријски          | Мор           | 417,55         | 34.906                           | 13          |
| Шарбогардски      | Шарбогард     | 561,28         | 25.878                           | 10          |
| Секешфехерварошки | Секешфехервар | 667,14         | 136.343                          | 18          |

### Градови са општинском управом
- Секешфехервар Székesfehérvár, (101.755) (седиште)
- Дунаујварош Dunaújváros, (49.183)

### Градови са статусом носиоца општине
(Ред списка је направљен по опадајућем низу броја становника датог места, попис је из 2001. године, курзивним текстом су написана оригинална имена на мађарском језику), а у заградама је број становника.
- Мор , (14.466)
- Шарбогард Sárbogárd, (13.146)
- Бичке , (11.430)
- Ерчи , (8.563)
- Гардоњ Gárdony, (8.917)
- Ењинг , (7.035)
- Полгарди Polgárdi, (6.840)
- Пустасаболч Pusztaszabolcs, (6.236)
- Мартонвашар Martonvásár, (5.650)
- Веленце Velence, (5.019)
- Бодајк Bodajk, (4.106)
- Адоњ , (3.831)

### Села
| - Аба , - Алап , - Алчутдобоз , - Алшосентиван , - Бакоњчерње , - Бакоњкути , - Балинка , - Барач , - Барачка , - Белоианис , - Бешње , - Бодајк , - Бодмер , - Цеце , - Чабди , - Чакберењ , - Чаквар , - Чокаке , - Чес , - Чор , | - Дарусентмиклош , - Дег , - Елесалаш , - Етјек , - Фехерварчурго , - Фелчут , - Филе , - Гант , - Ђуро , - Хантош , - Игар , - Искасентђерђ , - Истимер , - Иванча , - Јене , - Кајасо , - Калоз , - Каполнашњек , - Кинчешбања , | - Кишапоштаг , - Кишланг , - Кесархеђ , - Кулч , - Лајошкомаром , - Лепшењ , - Ловашберењ , - Мађаралмаш , - Мањ , - Маћашдомб , - Мезефалва , - Мезекомаром , - Мезесентђерђ , - Мезесилаш , - Моха , - Надап , - Надашдладањ , - Нађкарачоњ , - Нађлок , | - Нађвелег , - Нађвењим , - Обарок , - Пакозд , - Патка , - Пазманд , - Перката , - Пустасаболч , - Пуставам , - Рацалмаш , - Рацкерестур , - Шарегреш , - Шаркерестеш , - Шаркерестур , - Шаркеси , - Шарошд , - Шарсентагота , - Шарсентмихаљ , - Шерегељеш , | - Шопоња , - Шеред , - Шошкут , - Шукуро , - Сабадбатјан , - Сабадеђхаза , - Сабадхидвег , - Сар , - Табајд , - Тац , - Тордаш , - Ујбарок , - Урхида , - Вајта , - Вал , - Вереб , - Вертешача , - Вертешбоглар , - Замољ , - Зичиујфалу , |

 означене општине су „велика“ села.

## Галерија
- Горшијум-Тац
- Палата Шерегељеш
- Палата Ловашберењ
- Палата Надашдладањ
- Палата Дег